# Circuit de Pescara
El Circuit de Pescara va ser un circuit de curses automobilístiques situat prop de Pescara, Itàlia.
Tenia un traçat de 25.8 km (unes 16 milles) i va reunir més de 200.000 persones per veure la cursa, fet pel que es va deixar de disputar, ja que era impossible garantir la seguretat tant del públic com dels pilots.

## Història a la F1
El circuit de Pescara va estar la seu de l'única edició del Gran Premi de Pescara de Fórmula 1, a la temporada 1957.

## Guanyadors de les curses vàlides per la F1
| Any  | Pilot         | Equip   | Resultats |
| ---- | ------------- | ------- | --------- |
| 1957 | Stirling Moss | Vanwall | Resultats |